# 引田 (あきる野市)
引田（ひきだ）は、東京都あきる野市の大字。住居表示未実施区域。

## 地理
あきる野市の中央部に位置し、南西に網代、西に山田、北東に上ノ台と伊奈、東に渕上、北に日の出町平井、南に八王子市上川町と八王子市戸吹町と接している。

### 河川
- 秋川

### 地価
住宅地の地価は、2025年（令和7年）1月1日の公示地価によれば、引田字静ノ郷613番5の地点で9万4700円/m2となっている。

## 世帯数と人口
2025年（令和7年）6月30日現在（あきる野市発表）の世帯数と人口は以下の通りである。
- 世帯数 : 1,833世帯
- 人口 : 3,952人

### 人口の変遷
国勢調査による人口の推移。
| 年                 | 人口  |
| ------------------ | ----- |
| 1995年（平成7年）  | 3,678 |
| 2000年（平成12年） | 3,817 |
| 2005年（平成17年） | 3,721 |
| 2010年（平成22年） | 3,664 |
| 2015年（平成27年） | 3,835 |
| 2020年（令和2年）  | 3,758 |

### 世帯数の変遷
国勢調査による世帯数の推移。
| 年                 | 世帯数 |
| ------------------ | ------ |
| 1995年（平成7年）  | 1,132  |
| 2000年（平成12年） | 1,240  |
| 2005年（平成17年） | 1,280  |
| 2010年（平成22年） | 1,324  |
| 2015年（平成27年） | 1,461  |
| 2020年（令和2年）  | 1,525  |

## 学区
市立小・中学校に通う場合、学区は以下の通りとなる（2025年4月時点）。
- 区域 : 全域
  - 小学校 : あきる野市立一の谷小学校
  - 中学校 : あきる野市立西中学校

## 交通

### 鉄道
- JR東日本 五日市線
  - 武蔵引田駅

### 道路
- 東京都道7号杉並あきる野線
- 東京都道165号伊奈福生線

## 事業所
2021年（令和3年）現在の経済センサス調査による事業所数と従業員数は以下の通りである。
- 事業所数 : 99事業所
- 従業員数 : 1,220人

### 事業者数の変遷
経済センサスによる事業所数の推移。
| 年                 | 事業者数 |
| ------------------ | -------- |
| 2016年（平成28年） | 95       |
| 2021年（令和3年）  | 99       |

### 従業員数の変遷
経済センサスによる従業員数の推移。
| 年                 | 従業員数 |
| ------------------ | -------- |
| 2016年（平成28年） | 652      |
| 2021年（令和3年）  | 1,220    |

## 施設
- 公立阿伎留医療センター
- ドラッグセイムス あきる野引田店[15]
- 真照寺
- 寳泉寺
- 熊野神社

## その他

### 日本郵便
- 郵便番号 : 197-0834[3]（集配局 : あきる野郵便局[16]）。